# الخمس، لیبی
الخمس (به عربی: الخمس) شهری در استان مرقب واقع در کشور لیبی است که جمعیت آن در سال ۲۰۱۰ میلادی ۲۰۸٫۹۷۶ نفر بوده‌است.